# Cantó de Valmont
El cantó de Valmont és un cantó francès del departament del Sena Marítim, situat al districte de Le Havre. Té 22 municipis i el cap és Valmont.

## Municipis
- Ancretteville-sur-Mer
- Angerville-la-Martel
- Colleville
- Contremoulins
- Criquetot-le-Mauconduit
- Écretteville-sur-Mer
- Életot
- Gerponville
- Limpiville
- Riville
- Sainte-Hélène-Bondeville
- Saint-Pierre-en-Port
- Sassetot-le-Mauconduit
- Sorquainville
- Thérouldeville
- Theuville-aux-Maillots
- Thiergeville
- Thiétreville
- Toussaint
- Valmont
- Vinnemerville
- Ypreville-Biville

## Història
| Data d'elecció                           | Identitat       | Partit           | Qualitat |
| ---------------------------------------- | --------------- | ---------------- | -------- |
| 1945-1949                                | M. Le Mée       | RGR              |          |
| 1949-19..                                | Raoul Auvray    | MRP              |          |
| 19..-1998                                | Robert Gréverie | CNI, després UDF |          |
| 1998-                                    | Alain Bazille   | Alternance 76    |          |
| les dades anteriors no són pas conegudes |                 |                  |          |
|                                          |                 |                  |          |

## Demografia
| A partir de 1990: Població sense dobles comptes |